# Syzygium kanarense
Syzygium kanarense là một loài thực vật có hoa trong Họ Đào kim nương. Loài này được (Talbot) Raizada miêu tả khoa học đầu tiên năm 1948.